# King Gyan
King Osei Gyan (ur. 22 grudnia 1988 w Akrze) – ghański piłkarz występujący na pozycji pomocnika.

## Kariera

### Klubowa
Osei rozpoczął swoją karierę w ghańskiej Right to Dream Academy. Latem 2007 roku trafił do angielskiego Fulham, lecz od razu został wypożyczony do belgijskiego Germinalu Beerschot, gdzie przebywał do 2010 roku. Następnie występował w zespołach Viking FK oraz Halmstads BK.

### Reprezentacyjna
W reprezentacji Ghany Gyan wystąpił jeden raz, 20 sierpnia 2008 w towarzyskim spotkaniu przeciwko reprezentacji Tanzanii (1:1).